# 김동건 (1990년)
김동건(1990년 5월 7일 ~ )은 대한민국의 축구 선수로, 포지션은 공격수이다.